# バド・パウエル・プレイズ・バード
| 専門評論家によるレビュー | 専門評論家によるレビュー |
| レビュー・スコア         | レビュー・スコア         |
| 出典                     | 評価                     |
| ------------------------ | ------------------------ |
| Allmusic                 | [ 3 ]                    |

『バド・パウエル・プレイズ・バード』(Bud Plays Bird) は、ジャズ・ピアニストのバド・パウエルのスタジオ・アルバム。当初は1957年10月から1958年1月にかけてルーレット・レコードのために録音されたものの発表されず、後にマイケル・カスクーナが再発見し、1996年になってルーレットのレーベルによりキャピトル・レコードやブルーノート・レコードからリリースされた。

## 収録曲
特記のない限り、すべての楽曲はチャーリー・パーカー作曲である。
1. ビッグ・フット（ロング・ヴァージョン） - "Big Foot" [long version] (aka "Drifting on a Reed") - 6:24
2. ショー・ナフ - "Shaw 'Nuff"（チャーリー・パーカー、ディジー・ガレスピー）- 4:10
3. バジー - "Buzzy" - 4:02
4. ヤードバード組曲 - "Yardbird Suite" - 4:04
5. リラクシン・アット・カマリロ - "Relaxin' at Camarillo" - 4:27
6. コンファメーション - "Confirmation" - 5:50
7. ビリーズ・バウンス - "Billie's Bounce" - 4:02
8. コ・コ - "Ko Ko" - 5:40
9. バルバドス - "Barbados" - 4:09
10. デューイ・スクェア - "Dewey Square" - 4:14
11. ムース・ザ・ムーチェ - "Moose the Mooche" - 3:37
12. オーニソロジー - "Ornithology"（ベニー・ハリス（英語版）、チャーリー・パーカー）- 5:06
13. スクラップル・フロム・ジ・アップル - "Scrapple from the Apple" - 3:51
14. ソルト・ピーナッツ - "Salt Peanuts"（ディジー・ガレスピー、ケニー・クラーク）-2:41
15. ビッグ・フット（ショート・ヴァージョン） - "Big Foot" [short version] (aka "Drifting on a Reed") - 3:30

## パーソネル

### 演奏
収録は、1957年10月14日（トラック2-4、6、8、11, 14）、12月2日（7、12）、1958年1月30日（1、5、9-10、13、15）、いずれもニューヨークでおこなわれた。
- バド・パウエル – ピアノ
- ジョージ・デュヴィヴィエ – ベース
- アート・テイラー – ドラムス

### 制作
- ルディ・トレイラー (Rudy Traylor) – プロデューサー
- マイケル・カスクーナ – プロデューサー（1997年リリース）
- マルコム・アデイ (Malcolm Addey) – マスタリング
- アイラ・ギトラー – ライナーノーツ
- フランシス・ウルフ – カバー写真